# Hiroki Okui
Hiroki Okui (japanisch 奥井 大貴 Okui Hiroki; * 27. Juni 1999 in der Präfektur Osaka) ist ein japanischer Fußballspieler.

## Karriere
Okui erlernte das Fußballspielen in der Jugendmannschaft von Gamba Osaka. Die U23-Mannschaft des Vereins spielte in der dritten Liga, der J3 League. Bereits als Jugendspieler absolvierte er eins Drittligaspiele.